# أند (زاوية سيدي حمزة)
أند هو دُوَّار يقع بجماعة زاوية سيدي حمزة، إقليم ميدلت، جهة درعة تافيلالت في المملكة المغربية. ينتمي الدوّار لمشيخة زاوية سيدي حمزة التي تضم 5 دواوير. يقدر عدد سكانه بـ 517 نسمة حسب الإحصاء الرسمي للسكان والسكنى لسنة 2004.

## روابط خارجية
- البوابة الوطنية للجماعات الترابية
- المندوبية السامية للتخطيط